# Hydata sordida
Hydata sordida är en fjärilsart som beskrevs av William Schaus 1901. Hydata sordida ingår i släktet Hydata och familjen mätare. Inga underarter finns listade i Catalogue of Life.